# Mateo Kovačić
Mateo Kovačić (Linz, 6 mei 1994) is een Kroatisch voetballer die doorgaans als middenvelder speelt. Hij verruilde Chelsea in juli 2023 voor Manchester City. Kovačić debuteerde in 2013 in het Kroatisch voetbalelftal.
Kovačić won met Real Madrid driemaal de UEFA Champions League, tweemaal de FIFA Club World Cup en tweemaal de UEFA Super Cup. Met Chelsea won Kovačić eenmaal de UEFA Champions League, eenmaal de UEFA Europa League, eenmaal de UEFA Super Cup en eenmaal de FIFA Club World Cup. Met Manchester City won Kovačić eenmaal de UEFA Super Cup en eenmaal de FIFA Club World Cup.

## Clubcarrière

### Jeugd en Dinamo Zagreb
Kovačić werd geboren in Linz als zoon van Bosnische-Kroaten uit Kotor Varoš, die in 1991 naar Linz verhuisden. Kovačić speelde vanaf zijn zesde bij het Oostenrijke LASK Linz. Op dertienjarige leeftijd werd hij begeerd door Europese topclubs. Onder meer Juventus, Arsenal, Bayern München en Ajax zaten achter hem aan. Zijn familie verkoos een terugkeer naar Zagreb waar hij aansloot in de jeugdopleiding van Dinamo Zagreb.
Kovačić maakte zijn profdebuut voor Dinamo Zagreb op 20 november 2010 tegen Hrvatski Dragovoljac. Hij scoorde meteen bij zijn debuut op 16-jarige leeftijd. In het seizoen 2011/12 scoorde Kovačić een doelpunt in de UEFA Champions League tegen Olympique Lyon, waardoor hij de op een na jongste doelpuntenmaker is in de Champions League.

### Internazionale
Kovačić tekende op 30 januari 2013 een contract bij Internazionale, waar hij ook basisspeler werd. Hiermee werd hij in zijn tijd bij de club negende, vijfde en achtste in de Serie A. Hij verlengde in januari 2015 zijn contract bij Inter tot medio 2019, maar vertrok een half jaar later.

### Real Madrid
Kovačić tekende in augustus 2015 een contract tot medio 2021 bij Real Madrid. Dat betaalde circa €35.000.000,- voor hem aan Internazionale. Het lukte hem in Spanje nooit om een vaste basisspeler te worden. Hij kwam in drie jaar tot 73 competitiewedstrijden, waarvan hij er 37 op de bank begon. Ook in al zijn wedstrijden in de Champions League en Copa del Rey was hij in ongeveer de helft invaller. Kovačić won met Real Madrid drie Champions League-finales, maar kwam in niet een ervan in actie.

### Chelsea
Kovačić tekende in juli 2019 een vijfjarig contract bij Chelsea, nadat hij eerder al op huurbasis uitkwam voor de club. Hier kwam hij wat meer aan spelen toe dan in Madrid. Hij speelde er meer wedstrijden en begon vaker in de basis. Vooral in zijn eerste drie jaar in Londen. Kovačić  won ook met Chelsea de Champions League, in 2020/21. Deze keer als basisspeler in zeven van de tien speelronden waarin hij meedeed, inclusief (als invaller in) de finale. Een landskampioenschap met Chelsea zat er niet in. Kovačić kwam bij de club kort nadat Manchester City de macht had gegrepen in de Premier League en de titels aaneen reeg.

### Manchester City
Op 27 juni 2023 tekende Kovačić een vierjarig contract bij Manchester City, dat ongeveer dertig miljoen euro overmaakte voor de Kroatische speler.

## Clubstatistieken
| Seizoen     | Club            | Competitie       | Competitie | Competitie | Beker | Beker | Internationaal | Internationaal | Totaal | Totaal |
| Seizoen     | Club            | Competitie       | Wed.       | Dlp.       | Wed.  | Dlp.  | Wed.           | Dlp.           | Wed.   | Dlp.   |
| ----------- | --------------- | ---------------- | ---------- | ---------- | ----- | ----- | -------------- | -------------- | ------ | ------ |
| 2010/11     | Dinamo Zagreb   | 1. HNL           | 7          | 1          | 2     | 0     | 0              | 0              | 9      | 1      |
| 2011/12     | Dinamo Zagreb   | 1. HNL           | 25         | 4          | 7     | 1     | 12             | 1              | 44     | 6      |
| 2012/13     | Dinamo Zagreb   | 1. HNL           | 11         | 1          | 1     | 0     | 8              | 0              | 20     | 1      |
| Club Totaal | Club Totaal     | Club Totaal      | 43         | 6          | 10    | 1     | 20             | 1              | 73     | 8      |
| 2012/13     | Internazionale  | Serie A          | 13         | 0          | 1     | 0     | 4              | 0              | 18     | 0      |
| 2013/14     | Internazionale  | Serie A          | 32         | 0          | 3     | 0     | —              | —              | 35     | 0      |
| 2014/15     | Internazionale  | Serie A          | 35         | 5          | 1     | 0     | 8              | 3              | 44     | 8      |
| Club Totaal | Club Totaal     | Club Totaal      | 80         | 5          | 5     | 0     | 12             | 3              | 97     | 8      |
| 2015/16     | Real Madrid     | Primera División | 25         | 0          | 1     | 0     | 8              | 1              | 34     | 1      |
| 2016/17     | Real Madrid     | Primera División | 27         | 1          | 4     | 0     | 6              | 1              | 37     | 2      |
| 2017/18     | Real Madrid     | Primera División | 21         | 0          | 5     | 0     | 1              | 0              | 27     | 0      |
| Club Totaal | Club Totaal     | Club Totaal      | 73         | 1          | 10    | 0     | 15             | 2              | 98     | 3      |
| 2018/19     | → Chelsea       | Premier League   | 32         | 0          | 7     | 0     | 12             | 0              | 51     | 0      |
| 2019/20     | Chelsea         | Premier League   | 31         | 1          | 7     | 0     | 9              | 1              | 47     | 2      |
| 2020/21     | Chelsea         | Premier League   | 27         | 0          | 5     | 0     | 10             | 0              | 42     | 0      |
| 2021/22     | Chelsea         | Premier League   | 16         | 2          | 6     | 0     | 2              | 0              | 24     | 2      |
| 2022/23     | Chelsea         | Premier League   | 27         | 1          | 1     | 0     | 8              | 1              | 36     | 2      |
| Club Totaal | Club Totaal     | Club Totaal      | 133        | 4          | 26    | 0     | 41             | 2              | 200    | 6      |
| 2023/24     | Manchester City | Premier League   | 0          | 0          | 0     | 0     | 0              | 0              | 0      | 0      |
| Totaal      | Totaal          | Totaal           | 329        | 16         | 51    | 1     | 88             | 8              | 468    | 25     |

Bijgewerkt op 24 januari 2022

## Interlandcarrière
Kovačić kwam uit voor diverse Kroatische jeugdelftallen. Hij maakte zijn debuut voor het Kroatische elftal op 22 maart 2013 in de WK-kwalificatiewedstrijd tegen Servië.
Kovačić werd door bondscoach Niko Kovač opgenomen in de Kroatische selectie voor het wereldkampioenschap in Brazilië. Als aanvallende middenvelder speelde hij achter spits Nikica Jelavić in de openingswedstrijd van het toernooi tegen Brazilië (3–1 verlies).
Hij werd opgeroepen in mei 2015 door de Kroatische bondscoach voor de vriendschappelijke wedstrijd tegen Gibraltar en de EK-kwalificatiewedstrijd tegen Italië op respectievelijk 7 juni en 12 juni 2015. Zijn eerste doelpunt scoorde de Kroaat tegen Gibraltar. Vervolgens speelde hij ook als middenvelder tegen Italië op het Poljudstadion. In de laatste twee EK-kwalificatiewedstrijden speelde Kovačić de volle 90 minuten, waarna de Kroaten zich direct plaatsten voor het Europees kampioenschap in 2016.
In november werd hij voor het eerst weer sinds april 2015 opgeroepen voor Kroatië onder 21. De wedstrijd tegen de Spaanse leeftijdsgenoten eindigde desondanks in een 2–3 verlies.
Kovačić maakte daarna deel uit van de definitieve selectie van Kroatië voor het Europees kampioenschap in Frankrijk. Kroatië werd op 26 juni in de achtste finale tegen Portugal uitgeschakeld na een doelpunt van Ricardo Quaresma in de verlenging. Kovačić maakte ook deel uit van het Kroatisch elftal dat tweede werd op het WK 2018 in Rusland. Nadat Kroatië van achtereenvolgens Nigeria (2–0), Argentinië (0–3) en IJsland (1–2) wist te winnen, won het ook in de achtste finales van Denemarken (1–1, 3–2 na strafschoppen). Ook in de kwartfinale moesten er strafschoppen aan te pas komen. Uiteindelijk wist Kroatië opnieuw aan het langste eind te trekken. Na een 2–2 gelijkspel, na verlenging, werd er met 4–3 na strafschoppen gewonnen van gastland Rusland. In de halve finales wisten de Kroaten het weer niet te redden binnen de officiële negentig minuten. Na verlenging werd ook Engeland over de knie gelegd (2–1). In de finale was Frankrijk echter te sterk (4–2). Kovačić kwam uiteindelijk vijfmaal in actie. Kovačić maakte ook deel uit van de selectie voor het EK 2020 (2021). Hij maakte uiteindelijk minuten in alle vier de wedstrijden, tot aan de uitschakeling tegen Spanje (3–5) in de achtste finales.
Kovačić bereikte op het WK 2022 opnieuw de laatste vier van het toernooi met het Kroatisch elftal. Deze keer verloor zijn ploeg in de halve finale van de latere toernooiwinnaar Argentinië (3–0). Kroatië en hij wonnen daarna nog wel de wedstrijd om de derde plaats, van Marokko (2–1). Kovačić werd op 20 mei 2024 door Zlatko Dalić opgenomen in de Kroatische selectie voor het EK 2024 in Duitsland. Kroatië werd in de groepsfase uitgeschakeld na een nederlaag tegen Spanje (3–0) en gelijke spelen tegen Albanië (2–2) en Italië (1–1). Kovačić kwam in iedere wedstrijd in actie.
| Interlands van Mateo Kovačić voor Kroatië | Interlands van Mateo Kovačić voor Kroatië | Interlands van Mateo Kovačić voor Kroatië | Interlands van Mateo Kovačić voor Kroatië | Interlands van Mateo Kovačić voor Kroatië | Interlands van Mateo Kovačić voor Kroatië |                               |
| №                                         | Datum                                     | Wedstrijd                                 | Uitslag                                   | Competitie                                | Goals                                     |                               |
| Als speler bij Internazionale             | Als speler bij Internazionale             | Als speler bij Internazionale             | Als speler bij Internazionale             | Als speler bij Internazionale             | Als speler bij Internazionale             | Als speler bij Internazionale |
| ----------------------------------------- | ----------------------------------------- | ----------------------------------------- | ----------------------------------------- | ----------------------------------------- | ----------------------------------------- | ----------------------------- |
| 1                                         | 22 Mar 2013                               | Kroatië – Servië                          | 2–0                                       | WK-kwalificatie                           |                                           |                               |
| 2                                         | 26 Mar 2013                               | Wales – Kroatië                           | 1–2                                       | WK-kwalificatie                           |                                           |                               |
| 3                                         | 07 Jun 2013                               | Kroatië – Schotland                       | 0–1                                       | WK-kwalificatie                           |                                           |                               |
| 4                                         | 10 Jun 2013                               | Kroatië – Portugal                        | 0–1                                       | Vriendschappelijk                         |                                           |                               |
| 5                                         | 06 Sep 2013                               | Servië – Kroatië                          | 1–1                                       | WK-kwalificatie                           |                                           |                               |
| 6                                         | 11 Oct 2013                               | Kroatië – België                          | 1–2                                       | WK-kwalificatie                           |                                           |                               |
| 7                                         | 19 Nov 2013                               | Kroatië – IJsland                         | 2–0                                       | WK-kwalificatie                           |                                           |                               |
| 8                                         | 05 Mar 2014                               | Zwitserland – Kroatië                     | 2–2                                       | Vriendschappelijk                         |                                           |                               |
| 9                                         | 31 May 2014                               | Kroatië – Mali                            | 2–1                                       | Vriendschappelijk                         |                                           |                               |
| 10                                        | 06 Jun 2014                               | Kroatië – Australië                       | 1–0                                       | Vriendschappelijk                         |                                           |                               |
| 11                                        | 12 Jun 2014                               | Brazilië – Kroatië                        | 3–1                                       | WK-eindronde                              |                                           |                               |
| 12                                        | 18 Jun 2014                               | Kameroen – Kroatië                        | 0–4                                       | WK-eindronde                              |                                           |                               |
| 13                                        | 23 Jun 2014                               | Kroatië – Mexico                          | 1–3                                       | WK-eindronde                              |                                           |                               |
| 14                                        | 04 Sep 2014                               | Kroatië – Cyprus                          | 2–0                                       | Vriendschappelijk                         |                                           |                               |
| 15                                        | 09 Sep 2014                               | Kroatië – Malta                           | 2–0                                       | EK-kwalificatie                           |                                           |                               |
| 16                                        | 10 Oct 2014                               | Bulgarije – Kroatië                       | 0–1                                       | EK-kwalificatie                           |                                           |                               |
| 17                                        | 13 Oct 2014                               | Kroatië – Azerbeidzjan                    | 6–0                                       | EK-kwalificatie                           |                                           |                               |
| 18                                        | 12 Nov 2014                               | Argentinië – Kroatië                      | 2–1                                       | Vriendschappelijk                         |                                           |                               |
| 19                                        | 16 Nov 2014                               | Italië – Kroatië                          | 1–1                                       | EK-kwalificatie                           |                                           |                               |
| 20                                        | 07 Jun 2015                               | Kroatië – Gibraltar                       | 4–0                                       | Vriendschappelijk                         | Goal                                      |                               |
| 21                                        | 12 Jun 2015                               | Kroatië – Italië                          | 1–1                                       | EK-kwalificatie                           |                                           |                               |
| Als speler bij Real Madrid                |                                           |                                           |                                           |                                           |                                           |                               |
| 22                                        | 03 Sep 2015                               | Azerbeidzjan – Kroatië                    | 0–0                                       | EK-kwalificatie                           |                                           |                               |
| 23                                        | 10 Oct 2015                               | Kroatië – Bulgarije                       | 3–0                                       | EK-kwalificatie                           |                                           |                               |
| 24                                        | 13 Oct 2015                               | Malta – Kroatië                           | 0–1                                       | EK-kwalificatie                           |                                           |                               |
| 25                                        | 23 Mar 2016                               | Kroatië – Israël                          | 2–0                                       | Vriendschappelijk                         |                                           |                               |
| 26                                        | 26 Mar 2016                               | Hongarije – Kroatië                       | 1–1                                       | Vriendschappelijk                         |                                           |                               |
| 27                                        | 04 Jun 2016                               | Kroatië – San Marino                      | 10–0                                      | Vriendschappelijk                         |                                           |                               |
| 28                                        | 17 Jun 2016                               | Tsjechië – Kroatië                        | 2–2                                       | EK-kwalificatie                           |                                           |                               |
| 29                                        | 21 Jun 2016                               | Kroatië – Spanje                          | 2–1                                       | EK-eindronde                              |                                           |                               |
| 30                                        | 06 Oct 2016                               | Kosovo – Kroatië                          | 0–6                                       | WK-kwalificatie                           |                                           |                               |
| 31                                        | 09 Oct 2016                               | Finland – Kroatië                         | 0–1                                       | WK-kwalificatie                           |                                           |                               |
| 32                                        | 12 Nov 2016                               | Kroatië – IJsland                         | 2–0                                       | WK-kwalificatie                           |                                           |                               |
| 33                                        | 24 Mar 2017                               | Kroatië - Oekraïne                        | 1–0                                       | WK-kwalificatie                           |                                           |                               |
| 35                                        | 28 Mar 2017                               | Estland - Kroatië                         | 3-0                                       | Vriendschappelijk                         |                                           |                               |
| 36                                        | 11 Jun 2017                               | IJsland - Kroatië                         | 1-0                                       | WK-kwalificatie                           |                                           |                               |
| 37                                        | 02 Sep 2017                               | Kroatië - Kosovo                          | 1–0                                       | WK-kwalificatie                           |                                           |                               |
| 38                                        | 05 Sep 2017                               | Turkije - Kroatië                         | 1–0                                       | WK-kwalificatie                           |                                           |                               |

## Erelijst
| Competitie             |               |                           |               |               |
| Competitie             | Aantal        | Jaren                     |               |               |
| Dinamo Zagreb          | Dinamo Zagreb | Dinamo Zagreb             | Dinamo Zagreb | Dinamo Zagreb |
| ---------------------- | ------------- | ------------------------- | ------------- | ------------- |
| 1. HNL                 | 2×            | 2010/11, 2011/12          |               |               |
| Hrvatski nogometni kup | 2×            | 2010/11, 2011/12          |               |               |
| Real Madrid            |               |                           |               |               |
| UEFA Champions League  | 3×            | 2015/16, 2016/17, 2017/18 |               |               |
| UEFA Super Cup         | 2×            | 2016, 2017                |               |               |
| FIFA Club World Cup    | 2×            | 2016, 2017                |               |               |
| Primera División       | 1×            | 2016/17                   |               |               |
| Supercopa de España    | 1×            | 2017                      |               |               |
| Chelsea                |               |                           |               |               |
| UEFA Champions League  | 1×            | 2020/21                   |               |               |
| UEFA Europa League     | 1×            | 2018/19                   |               |               |
| UEFA Super Cup         | 1×            | 2021                      |               |               |
| FIFA Club World Cup    | ×             | 2021                      |               |               |
| Manchester City        |               |                           |               |               |
| Premier League         | 1×            | 2023/24                   |               |               |
| Community Shield       | 1×            | 2024                      |               |               |
| UEFA Super Cup         | 1×            | 2023                      |               |               |
| FIFA Club World Cup    | 1×            | 2023                      |               |               |

| Competitie | Winnaar | Winnaar | Tweede  | Tweede  | Derde   | Derde   |
| Competitie | Aantal  | Jaren   | Aantal  | Jaren   | Aantal  | Jaren   |
| Kroatië    | Kroatië | Kroatië | Kroatië | Kroatië | Kroatië | Kroatië |
| ---------- | ------- | ------- | ------- | ------- | ------- | ------- |
| FIFA WK    |         |         | 1×      | 2018    | 1×      | 2022    |

| Prijs                         |                        |                        |                        |                        |
| Prijs                         | Aantal                 | Jaren                  |                        |                        |
| Individueel als speler        | Individueel als speler | Individueel als speler | Individueel als speler | Individueel als speler |
| ----------------------------- | ---------------------- | ---------------------- | ---------------------- | ---------------------- |
| Kroatisch Talent van het Jaar | 1×                     | 2011                   |                        |                        |
| Chelsea Speler van het Jaar   | 1×                     | 2019/20                |                        |                        |
| Onderscheidingen              |                        |                        |                        |                        |
| Orde van Hertog Branimir      | 1×                     | 2018                   |                        |                        |